# Yes We Can!-オバマ・クラシック
『Yes We Can!-オバマ・クラシック』は、avex-CLASSICSより2009年9月30日に発売されたクラシックアルバム。第44代アメリカ合衆国大統領であるバラク・オバマの演説とクラシックを合わせたアルバムで、オバマの演説のCDが発売された例はそれまでにいくつもあったものの、クラシックと合わせたものが発売されるのは本作が初めてのことである。
演奏はシエナ・ウインド・オーケストラ、兵庫芸術文化センター管弦楽団、新日本フィルハーモニー交響楽団、NHK交響楽団、ベルリン・ドイツ交響楽団などが行っており、指揮者に佐渡裕、金聖響などが選ばれている。3曲目の『ラプソディ・イン・ブルー』のピアノは外山啓介が演奏した。

## 収録曲
1. Yes We Can! 〜 サモン・ザ・ヒーロー（ジョン・ウィリアムズ）
2. My story ＋ 《カヴァレリア・ルスティカーナ》間奏曲（マスカーニ）
3. Hope! ＋ ラプソディ・イン・ブルー（ガーシュウィン）
4. E Pluribus Unum ＋ エニグマ変奏曲より「ニムロッド」（エルガー）
5. Yes We Can! 〜《キャンディード》序曲（バーンスタイン）
6. Fired Up? 〜 威風堂々 第1番（エルガー）
7. Change has come ＋ 組曲《惑星》より「木星」（ホルスト）
8. It belongs to you ＋ 交響曲第2番：第3楽章（ラフマニノフ）
9. Ann Nixon Cooper ＋ 交響曲第9番《新世界より》：第2楽章（ドヴォルザーク）
10. Yes We Can! ～ 交響曲第9番《新世界より》：第4楽章（ドヴォルザーク）